# Prefectura apostólica de Yuzhno-Sajalinsk
La prefectura apostólica de Yuzhno-Sajalinsk (en latín: Praefectura Apostolica Sachaliniana Meridionalis y en ruso: Южно-Сахалинская апостольская префектура) es una circunscripción eclesiástica de la Iglesia católica en Rusia. Se trata de una prefectura apostólica latina, inmediatamente sujeta a la Santa Sede. Desde 1953 es sede vacante y su administrador apostólico «ad nutum Sanctae Sedis» es el obispo Cyryl Klimowicz.

## Territorio y organización
La prefectura apostólica tiene aproximadamente 40 000 km² y extiende su jurisdicción sobre los fieles católicos de rito latino residentes en la parte de la óblast de Sajalín ubicada al sur del paralelo de 50° norte. Desde su integración de hecho en 2000 a la diócesis de San José en Irkutsk, a partir del Anuario Pontificio 2001 comenzaron a publicarse datos estadísticos correspondientes a toda la parroquia de Santiago de Yuzhno-Sajalinsk, que cubre toda la óblast de Sajalín y fue erigida en diciembre de 2001. Por esta razón la superficie publicada a partir del Anuario Pontificio 2008 es de 87 100 km².
La sede de la prefectura apostólica se encuentra en la ciudad de Irkutsk (sede del administrador apostólico), mientras que la iglesia de Santiago en Yuzhno-Sajalinsk (llamada Toyohara durante el período japonés) es formalmente la iglesia principal de la prefectura apostólica.
En 2022 en la prefectura apostólica existían 4 parroquias según el Anuario Pontificio, aunque en realidad solo hay una. Los pocos fieles católicos de la prefectura apostólica son étnicamente en su mayoría polacos y coreanos.

## Historia

### Antecedentes
Las islas Kuriles meridionales (Kunashir, Iturup, Shikotán y las islas Jabomai) formaron parte de Japón desde 1855 cuando un tratado con el Imperio ruso se las adjudicó. En 1875 el resto de las Kuriles fueron cedidas por Rusia a Japón. Cuando el 17 de abril de 1891 fue erigido el vicariato apostólico de Hakodate (luego diócesis de Sendai) se dispuso que debía comprender además las islas Kuriles. Al finalizar la guerra ruso-japonesa en 1905 Japón anexó la parte de la isla de Sajalín al sur del paralelo 50° norte, que desde 1907 fue la prefectura de Karafuto. 
El sector norte de la isla de Sajalín era desde 1909 parte de la óblast de Sajalín del Imperio ruso. Desde el 1 de diciembre de 1921 integró el vicariato apostólico de Siberia.
La prefectura apostólica de Sapporo (hoy diócesis de Sapporo) fue erigida el 12 de febrero de 1915 incluyendo las islas Kuriles y la prefectura de Karafuto.

### Karafuto
La misión sui iuris de Karafuto fue erigida el 18 de julio de 1932 mediante el breve Cum Nos instanter del papa Pío XI, con el territorio de la prefectura de Karafuto del vicariato apostólico de Sapporo.
El 21 de mayo de 1938 la misión sui iuris fue elevada a prefectura apostólica mediante la bula In dissitas terrarum del papa Pío XI.
Tras la derrota y rendición el 3 de septiembre de 1945 del Imperio del Japón en la guerra soviético-japonesa al final de la Segunda Guerra Mundial, la Unión Soviética ocupó las islas Kuriles y la prefectura de Karafuto y las anexó a su territorio (nunca aceptado por Japón) formando con ellas la óblast de Yuzhno-Sajalinsk el 2 de febrero de 1946. La población japonesa fue expulsada y el territorio sovietizado y el 2 de enero de 1947 fue creada la óblast de Sajalín integrando los dos sectores de la isla de Sajalín y las Kuriles. Para 1950 la repatriación forzosa de japoneses había concluido quedando el territorio rusificado y sin población católica. La Santa Sede no tenía relaciones diplomáticas con la Unión Soviética y aunque la prefectura apostólica continuó formalmente como parte de la Iglesia católica japonesa, en realidad dejó de existir al ser suprimida por el comunismo e impedido todo contacto con el clero de Japón. Desde 1953 la prefectura apostólica de Karafuto fue nominalmente administrada por el obispo de Sapporo, diócesis de la cual formalmente continuaron siendo parte las islas Kuriles. 

### Restablecimiento
Tras el final de la Unión Soviética y luego de la restauración de las estructuras católicas de Rusia, en 1992 misioneros coreanos de Taegu restablecieron la presencia católica en Sajalín. El 10 de noviembre de 2000 fue designado administrador apostólico de la prefectura apostólica de Karafuto el obispo de San José en Irkutsk, Jerzy Mazur, y la prefectura apostólica fue de hecho integrada a la diócesis como la parroquia de Santiago en diciembre de 2001, con sede en Yuzhno-Sajalinsk y jurisdicción sobre toda la óblast de Sajalín. Formalmente las jurisdicciones previas a la anexión rusa no fueron modificadas y el obispo Mazur se tituló «obispo de San José de Irkutsk y administrador apostólico de Karafuto». La preservación del nombre japonés de la prefectura apostólica por la Santa Sede provocó una actitud negativa y quejas de parte de la población de Sajalín, por lo que el Ministerio de Asuntos Exteriores de Rusia en una carta al papa consideró el uso del nombre japonés de la isla de Sajalín en el título del obispo Mazur como un acto hostil y una interferencia en los asuntos internos de Rusia por parte de la Santa Sede. Por estos motivos el 10 de abril de 2002 el papa Juan Pablo II cambió el nombre de la prefectura apostólica de Karafuto a Yuzhno-Sajalinsk.
Sin embargo, Mazur, un ciudadano de Polonia, fue declarado persona non grata y el 19 de abril de 2002 fue expulsado de Rusia. El párroco de Sajalín, Jaroslaw Wisniewski, un ciudadano de Eslovaquia, fue expulsado por las mismas razones el 10 de septiembre de 2002.

## Estadísticas
Según el Anuario Pontificio 2023 la prefectura apostólica en 2022 tenía un total de 1000 fieles bautizados.
| Año                                                                             | Población            | Población | Población      | Sacerdotes | Sacerdotes    | Sacerdotes    | Bautizados por sacerdote | Diáconos permanentes | Religiosos | Religiosos | Parroquias |
| Año                                                                             | Bautizados católicos | Total     | % de católicos | Total      | Clero secular | Clero regular | Bautizados por sacerdote | Diáconos permanentes | Varones    | Mujeres    | Parroquias |
| ------------------------------------------------------------------------------- | -------------------- | --------- | -------------- | ---------- | ------------- | ------------- | ------------------------ | -------------------- | ---------- | ---------- | ---------- |
| 2001                                                                            | 2000                 | 515 000   | 0.4            | 2          | 2             |               | 1000                     |                      |            |            | 1          |
| 2002                                                                            | 2015                 | 515 000   | 0.4            | 1          |               | 1             | 2015                     |                      | 1          |            | 8          |
| 2003                                                                            | 2050                 | 515 000   | 0.4            | 2          |               | 2             | 1025                     |                      | 2          | 4          | 7          |
| 2004                                                                            | 2100                 | 515 000   | 0.4            | 2          |               | 2             | 1050                     |                      | 2          |            | 7          |
| 2007                                                                            | 2000                 | 510 000   | 0.4            | 1          |               | 1             | 2000                     |                      | 1          | 4          | 5          |
| 2010                                                                            | 1000                 | 546 700   | 0.2            | 2          | 2             |               | 500                      |                      |            |            | 2          |
| 2014                                                                            | 1000                 | 559 000   | 0.2            | 1          | 1             |               | 1000                     |                      |            | 4          | 4          |
| 2017                                                                            | 1000                 | 571 000   | 0.2            | 1          | 1             |               | 1000                     |                      |            | 4          | 4          |
| 2019                                                                            | 1000                 | 572 350   | 0.2            | 1          |               | 1             | 1000                     |                      |            | 4          | 3          |
| 2020                                                                            | 1000                 | 572 460   | 0.2            | 1          |               | 1             | 1000                     |                      | 1          | 4          | 4          |
| 2022                                                                            | 1000                 | 574 000   | 0.2            | 1          |               | 1             | 1000                     |                      | 1          | 4          | 4          |
| Fuente: Catholic-Hierarchy, que a su vez toma los datos del Anuario Pontificio. |                      |           |                |            |               |               |                          |                      |            |            |            |

## Episcopologio
- Wenceslaus Kinold, O.F.M. † (1934-1938) (administrador apostólico)

- Felix Herrmann, O.F.M. † (31 de mayo de 1938-1941 renunció)
  - Lawrence Tatewaki Toda † (1941-1944) (administrador apostólico)
- Augustine Isamu Seno † (1944-1953)
  - Benedict Takahiko Tomizawa † (30 de enero de 1953-3 de octubre de 1987 retirado) (administrador apostólico)[nota 2]
  - Peter Toshio Jinushi (3 de octubre de 1987-2000 renunció) (administrador apostólico)[nota 3]
  - Jerzy Mazur, S.V.D. (10 de noviembre de 2000-17 de abril de 2003 nombrado obispo de Ełk) (administrador apostólico)[nota 4]
  - Cyryl Klimowicz, desde el 17 de abril de 2003 (administrador apostólico)